# Electrohop
Electrohop är en musikgenre som anses vara en blandning mellan electro, electroclash, electropop och electronica, eller techno och hiphop.[källa behövs]